# Макєєва Марія Ігорівна
Марія Ігорівна Макєєва (рос. Мария Игоревна Макеева, 25 серпня 1974, Москва, РРФСР, СРСР) — російська журналістка, радіо-і телеведуча на опозиційному телеканалі «Дождь», блогерка.

## Життєпис
Народилася 25 серпня 1974 у Москві.
Закінчила Російський державний гуманітарний університет за спеціальністю музеолог-мистецтвознавець, фахівець з музею-заповіднику Коломенське (де три місяці працювала екскурсоводкою). Займалася кікбоксингом та Городоцьким живописом.
Понад 10 років працювала на «Русском Радио» в «Російській службі новин», стояла біля витоків створення однойменної радіостанції.
З жовтня 1995 по квітень 2007 працювала в корпорації «Російська Медіагрупа», куди прийшла ведучою новин (через два місяці після відкриття «Русского радио» (близько місяця їїне пускали в ефір, вважаючи голос надто дитячим, «піонерським» для новин), а пішла на посаді заступниці гендиректора «Російської Медіагрупи» (гендиректором та багаторічним керівником інформаційної служби РМГ був Михайло Бакланов), вела програми «Людям про Людей», «Російські канікули» та «Читалка» (слоган «Я книжок не читаю, я Машу слухаю»).
У 2005—2007 — ведуча програми «Поговоримо» (спочатку годинна програма у вечірній прайм, потім виросла в тригодинне ранкове шоу на інформаційній радіостанції «Російська служба новин», що зазнала в 2007 державного рейдерства, результатом чого став відхід всіх основних ведучих та керівництва станції).
З липня 2007 по жовтень 2010 — працювала на радіостанції «Срібний дощ» (вела програми «Ділове середовище» — спільний проєкт з ВД «Коммерсант» та «Подія дня» — щоденна, головна інформаційно-аналітична програма дня).
З 2010 — працює на телеканалі «Дождь» заступницею головного редактора, одна з провідних інформаційно-аналітичної передачі «Тут і Зараз» (гостем програми в 2011 був Дмитро Медведєв).

## Родина
Чоловік — Леонід Рагозін, журналіст-міжнародник, у минулому — начальник міжнародного відділу журналу «Русский Newsweek», з серпня 2010 — продюсер Російської служби ВВС в Москві.